# ديل أور نو ديل (النسخة العربية)
ديل أور نو ديل، برنامج يجمع الترفيه والمواقف الحساسة حيث يتفاعل المشتركون أمام ضغوطات تتطلب جرأة واتخاذ القرارات الصعبة عرض على شاشة ال بي سي اللبنانية. كان من تقديم الإعلامي ميشال سنان وقيمة الجائزة المقدمة 250.000 دولار أمريكي.
وهو نسخة العربية الثانية، للبرنامج العالمي الشهير «صفقة أو لا صفقة (Deal or No Deal)» بعد أن عرض سابقا على قناة ام بي سي 1 باسم الصفقة، وتم الغائه؛ قامت ال بي سي بشراء حقوقه وأنتاجه مرة ثانية وهذه المرة تم أعتماد النسخة الإيطالية منه.
بدأ البرنامج في الأول من نيسان 2005 واستمر حتى عام 2006، وسجلت 55 حلقة منه في استوديوهات شركة باك إليمنتس بمدينة بيروت.

## طريقة اللعب
في كل حلقة 22 متباري من مختلف الدول العربية يشتركون في البرنامج. أمام كل مشترك علبة مغلقة تحمل رقما من 1 إلى 22، لا أحد يعرف ما في داخلها. فهي تصل إلى المسرح مختمة بالشمع الأحمر من قبل جهة مستقلة. في بداية الحلقة يطرح مقدم البرنامج سؤال معلومات عامة ويكون مرفق بعدة احتمالات. بعد إجابة المشتركين، تحول كل الإجابات الصحيحة إلى الكمبيوتر ليختار عشوائيا واحدا من أصحاب الإجابة الصحيحة.
بعدها ينتقل المتباري مع صندوقه إلى جانب المقدم في وسط المسرح، ليباشر المشترك بفتح علب زملائه المشتركين الآخرين ليتوصل إلى اكتشاف المبلغ الموجود في علبته، وذلك على عدة مراحل. خلال مسار الحلقة وعند نهاية كل مرحلة، يجري البنك اتصالا ويعرض على المشترك إبدال علبته بعلبة أخرى، أو مبلغا ماليا مغريا مقابل بيع علبته. هنا يحق للمشترك وحده أن يقبل العرض المطروح من قبل البنك أو أن يرفضه. هنا المقدم يقوم بدورالوسيط بين المشترك والبنك، فهو يتكلم مع البنك عبر الهاتف الموجود أمامه، ثم ينقل العرض للمتسابق.
هكذا، تستكمل مجريات الحلقة مع مداخلات عبر الهاتف من قبل البنك وتستمر المفاوضات حتى فتح آخر علبة، للتوصل في النهاية إلى فتح صندوقه الخاص وأكتشاف المبلغ المخبئ فيه.
سلسلة المبالغ المقدمة والموجودة داخل العلب في البرنامج هي على النحو التالي:
| القائمة اليسرى                  | القائمة اليمنى       |
| ------------------------------- | -------------------- |
| 0.01 دولار أمريكي               | 1,000 دولار أمريكي   |
| غرض رخيص (أو دولار أمريكي واحد) | 2,500 دولار أمريكي   |
| غرض رخيص                        | 5,000 دولار أمريكي   |
| غرض رخيص                        | 10,000 دولار أمريكي  |
| غرض رخيص (أو 25 دولار أمريكي)   | 15,000 دولار أمريكي  |
| 50 دولار أمريكي                 | 25,000 دولار أمريكي  |
| 100 دولار أمريكي                | 50,000 دولار أمريكي  |
| 150 دولار أمريكي                | 75,000 دولار أمريكي  |
| 200 دولار أمريكي                | 100,000 دولار أمريكي |
| 300 دولار أمريكي                | 125,000 دولار أمريكي |
| 500 دولار أمريكي                | 250,000 دولار أمريكي |

بعض المبالغ الصغيرة كالسنت أو الدولار الواحد، يتم استبدالها بغرض ذو قيمة مادية منخفضة أو شيء مضحك، كباقة ورد، مسمار، تفاحة.
مشترك وحيد استطاع الفوز بجائزة البرنامج، وهو المهندس حسين العباس من السعودية في عام 2006.